# Vladimír Balla

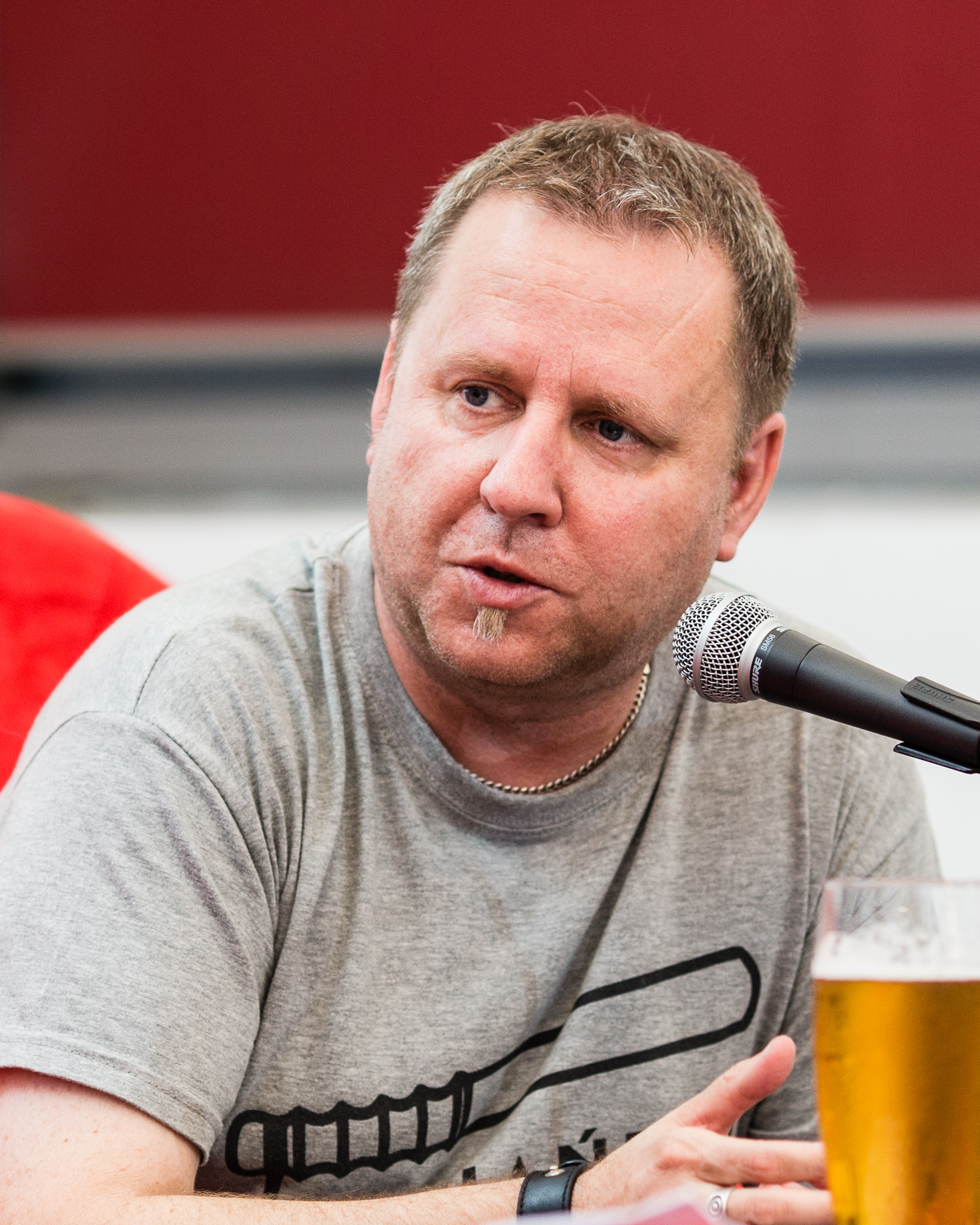
Vladimír Balla, 2017

Vladimír Balla (ur. 8 maja 1967 w Nowych Zamkach) – słowacki pisarz, autor opowiadań.
Swoje teksty oraz książki sygnuje jedynie nazwiskiem. Ukończył studia na wydziale ekonomicznym w Bratysławie. Mieszka w miejscowości, w której się urodził; pracuje jako urzędnik. Debiutował w 1992, pierwszy zbiór tekstów – Leptokaria – wydał w 1996. Kolejne ukazywały się co dwa, trzy lata. W Polsce zostały wydane wybory opowiadań Niepokój, Świadek i Podszepty. Twórczość Balli prezentowano w formie dzieł wybranych w Czechach, w Słowenii i Węgrzech. Jego utwory mają za tło południowo-zachodnią Słowację, często są groteskowe, obfitują w erudycyjne odwołania. Charakterystyczny jest dlań czarny humor i absurdalne sytuacje, w których znajdują się zwyczajni, niczym szczególnym niewyróżniający się ludzie. W 2012 otrzymał prestiżową słowacką nagrodę Anasoft litera za książkę V mene otca (W imieniu ojca) wydaną przez K.K. Bagala.

## Twórczość
- Leptokaria (1996)
- Outsideria (1997)
- Gravidita (2000)
- Tichý kút (2001)
- Unglik (2003)
- De la Cruz (2005)
- Cudzí (2008)
- V mene otca (2011)
- Oko (2012)